# Marienbrücke (Neuschwanstein)

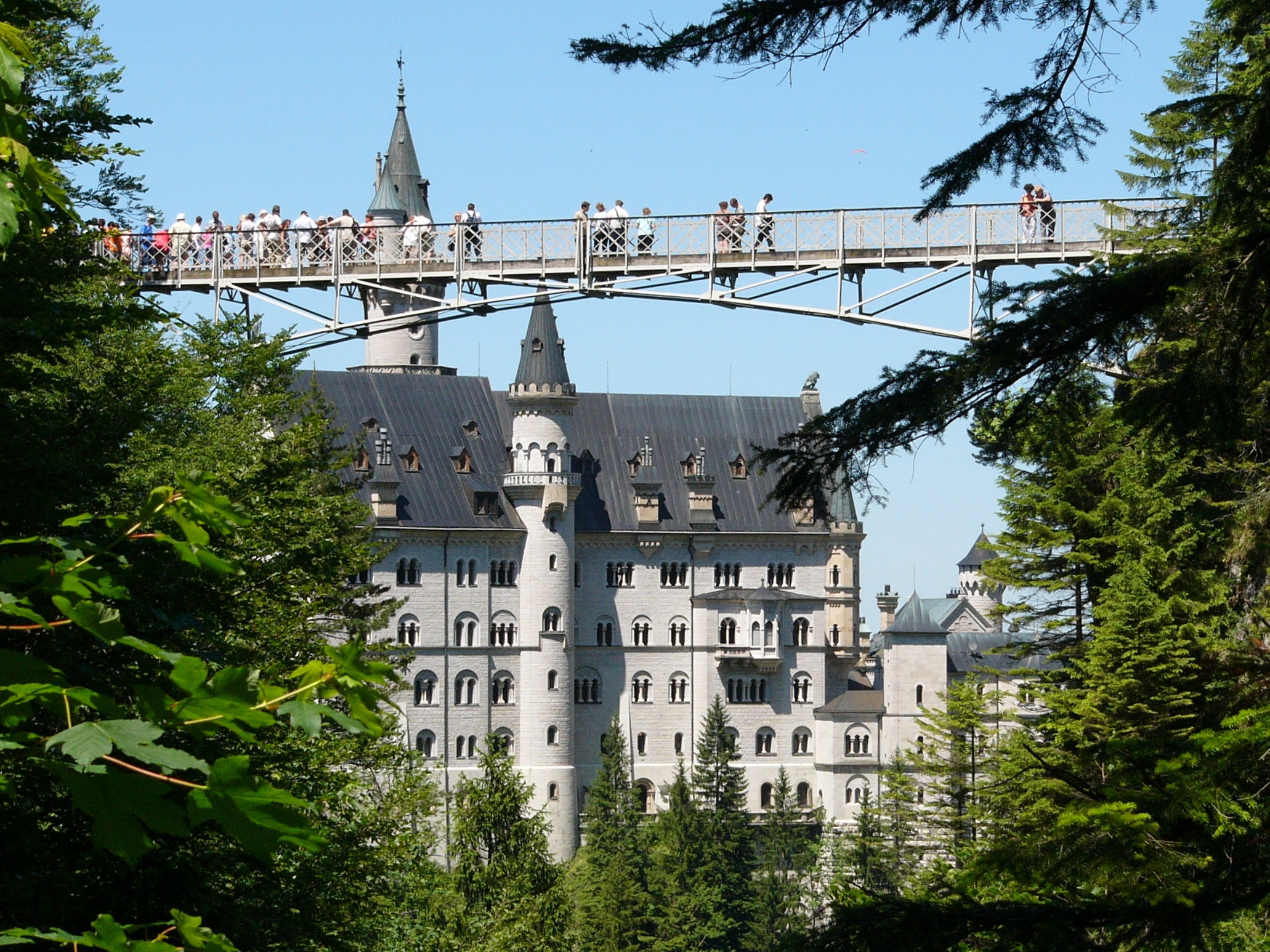
Marienbrücke und Schloss Neuschwanstein

Die Marienbrücke (auch Pöllatbrücke) in der Gemeinde Schwangau bei Füssen ist eine Brücke über die Pöllatschlucht unmittelbar hinter und direkt sichtbar vom Schloss Neuschwanstein. Die Brücke wurde benannt nach Königin Marie.
1845 hatte König Maximilian II. von Bayern über die Pöllat einen hölzernen Reitersteg anlegen lassen, der schon wenige Jahre später wieder erneuert werden musste. Im Jahr 1866 ließ König Ludwig II. diesen Steg von den Gustavsburger Werkstätten der Maschinenbau-Gesellschaft Nürnberg, Cramer-Klett & Co (heute MAN AG), durch eine filigrane Eisenkonstruktion nach einem Entwurf des Königlichen Oberbaurats Heinrich Gerber ersetzen. Beim Bau der Marienbrücke wurde zum ersten Mal eine zur damaligen Zeit völlig neue Konstruktionsweise erfolgreich erprobt: In neunzig Metern Höhe über dem Pöllatfall wurden die Träger durch Vorbauen der einzelnen Trägerfache von den auf beiden Seiten im Felsen befestigten Verankerungen aus aufgestellt, ohne weitere stützende Rüstung. Im Jahr 1984 wurde die Brücke restauriert, wobei die Träger erneuert werden mussten. Die Geländer sind bis heute im Original erhalten.
Die Marienbrücke wurde Anfang August 2015 aufgrund von Renovierungsarbeiten an den Felsankern der Brücke geschlossen. Bei der Renovierung wurden Schäden an den Felsankern behoben und die Beschichtung der Metallkonstruktion sowie der Holzbelag erneuert. Die Renovierungskosten beliefen sich auf rund 650.000 Euro. Am 4. August 2016 wurde die Brücke durch die Landrätin des Landkreises Ostallgäu Maria Rita Zinnecker sowie den bayerischen Finanzminister Markus Söder offiziell wieder freigegeben.
Von Anfang 2021 bis Mitte 2022 war die Marienbrücke geschlossen, da wegen statischer Probleme alle Felsanker ausgetauscht werden mussten.